# Cibungur (Bungursari)
Cibungur is een bestuurslaag in het regentschap Purwakarta van de provincie West-Java, Indonesië. Cibungur telt 3380 inwoners (volkstelling 2010).